# Dürrwangen
Dürrwangen (fränkisch: Dirrwang) ist ein Markt im Landkreis Ansbach (Mittelfranken, Bayern) und zählt zur Metropolregion Nürnberg.

## Geografie

### Geografische Lage
Der Hauptort liegt im südwestlichen Landkreis Ansbach nahe der Großen Kreisstadt Dinkelsbühl und der Stadt Feuchtwangen (jeweils 8 km entfernt). Das Gemeindegebiet befindet sich größtenteils auf dem Höhenzug zwischen den Tälern der Flüsse Wörnitz und Sulzach sowie im Sulzachtal westlich des Flusses. Nur in Höhe des Hauptortes Dürrwangen erstreckt sich das Gemeindegebiet auch kleinflächig (Sportplatz-Siedlung) auf Gebiete östlich der Sulzach; ansonsten bildet die Sulzach die nordöstliche Gemeindegrenze zur Stadt Feuchtwangen.
Das Gemeindegebiet umfasst eine Fläche von 2302,62 Hektar und teilt sich u. a. wie folgt auf:
- Waldfläche: 1004,58 ha
- Landwirtschaftsfläche: 978,31 ha
- Wasserfläche: 56,54 ha
- Straßen, Wege, Plätze: 125,21 ha
- Wohnbebauung: 52,41 ha
- sonstige Gebäude- und Freiflächen: 51,91 ha

### Geologie
Das Gemeindegebiet wird zur südwestlichen fränkischen Keuperabdachung gezählt und liegt im Vorland der Frankenalb südlich der letzten Ausläufer der Frankenhöhe. Bei Dürrwangen bildet der Sandsteinkeuper mit Oberem Burgsandstein das geologische Ausgangsmaterial für die Bodenbildung. Die Höhenlage der Gemeinde beträgt zwischen 433 m ü. NHN an der Sulzach an der Gemeindegrenze südöstlich des Gemeindeteils Witzmannsmühle und 533 m ü. NHN im Waldstück „Herrenschlag“ an der Gemeindegrenze westlich des Gemeindeteils Halsbach.

### Nachbargemeinden
Die Nachbargemeinden sind (im Uhrzeigersinn):
Stadt Feuchtwangen, Markt Dentlein am Forst, Gemeinde Langfurth, Große Kreisstadt Dinkelsbühl, Markt Schopfloch.

### Gemeindegliederung
Die Gemeinde hat 14 Gemeindeteile (in Klammern sind der Siedlungstyp und die Einwohnerzahlen (vorgelegt auf der Bürgerversammlung der Marktgemeinde am 28. Februar 2016) angegeben):
- Dattelhof (Einöde, 5 E.)
- Dürrwangen (Hauptort, 1502 E.)
- Flinsberg (Weiler, 25 E.)
- Halsbach (Pfarrdorf, 315 E.)
- Haslach (Dorf, 304 E.)
- Hirschbach (Dorf, 55 E.)
- Hopfengarten (Dorf, 76 E.)
- Labertswend (Dorf, 40 E.)
- Lohmühle (Einöde, 4 E.)
- Neuses (Dorf, 54 E.)
- Rappenhof (Einöde, 10 E.)
- Sulzach (Dorf, 111 E.)
- Trendelmühle (Einöde, 0 E.)
- Witzmannsmühle (Weiler, 23 E.)

Keine offiziellen Gemeindeteile sind
- Pumpwerk (0 E.)
- Goschenhof (2 E.)

Nicht mehr existente Gemeindeteile sind
- Obermühle
- Wiesenhof

Es gibt auf dem Gemeindegebiet die Gemarkungen Dürrwangen, Halsbach, Haslach, Neuses und Sulzach. Die Gemarkung Dürrwangen hat eine Fläche von 7,392 km². Sie ist in 1486 Flurstücke aufgeteilt, die eine durchschnittliche Fläche von 4974,33 m² haben. In ihr liegen neben dem namensgebenden Ort die Gemeindeteile Hirschbach, Hopfengarten, Labertswend, Rappenhof, Trendelmühle und die Orte Obermühle und Wiesenhof.

### Klima
Das Klima ist auf der südwestlichen Keuperabdachung schwach subatlantisch geprägt. Im langjährigen Durchschnitt (1951–1980) beträgt die Jahresmitteltemperatur der Luft 7,5 °C, der Jahresniederschlag 650 mm. Die gemittelte Vegetationszeit dauert 155–170 Tage. Die mittlere Jahresschwankung der Lufttemperatur umfasst 19 °C. Der Niederschlag hat im Sommer ein leichtes Maximum. Die klimatischen Verhältnisse sind für das Pflanzenwachstum günstig.

## Geschichte
Etwa für das 4. bzw. 5. Jahrhundert wird eine Besiedlung des Sulzachtales angenommen. Die Gründung einer ersten Peterskirche in Halsbach war vermutlich im 6. bis 7. Jahrhundert. Die Entstehung des ältesten Gebäudeteils (Turm) am Dürrwanger Wasserschloss wird in das neunte Jahrhundert geschätzt.
Am 31. Dezember 1258 wurde „Durnewanc“ erstmals schriftlich erwähnt. Laut der Urkunde übereignete Ulrich von Wahrberg dem Grafen Ludwig III. von Oettingen seine Güter mit Ausnahme Dürrwangens. Neben der heutigen Form des Ortsnamens war früher auch die Bezeichnung „Dürrwang“ gebräuchlich. Dies leitet sich von einem gleichlautenden Flurnamen ab, dessen Grundwort „wang“ (ahd. für Feld) und dessen Bestimmungswort „durnîn“ (mhd. für dornig) ist und demnach dorniges Feld bedeutet.
Im Jahre 1293 wurde Walther von Dürrwangens als Bruder von Heinrich von Nortenberg kaiserlicher Landvogt zu Nürnberg und Rothenburg erwähnt. In der Zeit von 1321 bis 1352 war Heinrich von Dürrwangen Landvogt, ein eigenes Adelsgeschlecht mit dem Ortsnamen Dürrwangen existierte. Die erste urkundliche Erwähnung des Namens „Halspach“ erfolgte am 15. Februar 1323: Halsbach wird als Pfarrdorf erwähnt, an dem ab diesem Zeitpunkt der „Deutsche Orden“ ansässig ist. 1343 wurde eine Kapelle in Dürrwangen gebaut, die wahrscheinlich noch heute den gotischen Chor der Pfarrkirche „Maria Immaculata“ darstellt. In der Zeit von 1433 bis 1796 war Dürrwangen im Besitz der Grafen von Oettingen.
Am 3. April 1630 schenkte Gustav II. Adolf von Schweden nach seinem Sieg über die Kaiserlichen unter Tilly die Besitzungen des „Deutschen Ordens“ und damit die Pfarrei Halsbach dem Rat der freien Reichsstadt Nürnberg. In Dürrwangen wurde durch die evangelische Linie des gräflichen Hauses Oettingen-Oettingen ein evangelischer Pfarrer eingesetzt, der auch für die Pfarrei Halsbach zuständig war – Dürrwangen und Halsbach waren somit evangelisch. Vermutlich wurde am 6. Mai 1525 das Schloss Dürrwangen im Bauernkrieg durch den „Ellwanger Haufen“ beschossen und geplündert. Nach der Schlacht von Nördlingen wurden am 27. August 1634 mit dem Sieg der Kaiserlichen Dürrwangen, Halsbach und alle zugehörigen Orte wieder katholisch. Die selbständige Pfarrei Halsbach konnte 1656 wieder mit einem eigenen Pfarrer besetzt werden. Im Jahre 1686 erhielt Dürrwangen auf Betreiben von Gräfin Rosalia von Oettingen einen Benefiziaten. Die Erhöhung des Kirchturms fand in den Jahren 1724 bis 1733 auf die jetzige Form und die Installation dreier neuer Kirchenglocken unter Graf Franz Albrecht von Oettingen-Spielberg statt.
Dürrwangen lag im Fraischbezirk des ansbachischen Oberamtes Feuchtwangen. Im Ort selbst stand der oettingen-spielbergischen Oberamt Dürrwangen das Hochgericht zu. Das Oberamt Dürrwangen hatte auch die Dorf- und Gemeindeherrschaft und die Grundherrschaft über alle Anwesen. 1732 gab es 78 Anwesen (2 Höfe, 54 Güter, 22 Söldenhäuser). Von diesen 78 Anwesen hatten 5 Wirtschafts-, 4 Back-, 1 Schmiedfeuer-, 3 Hafnerfeuerrecht. Außerdem gab es noch 1 Schloss, 1 Stockhaus im Schlossturm, 1 Kapelle (katholisch, zur Pfarrei Halsbach), 1 Rathaus mit Pranger, 1 Hochgericht, 1 Schulhaus und 1 Hirtenhaus. Gegen Ende des 18. Jahrhunderts gab es ca. 116 Anwesen.
1796 fiel Dürrwangen im Rahmen des Territorial-Austausches zwischen Oettingen und Preußen an die Krone von Preußen – Fürstentum Ansbach. Von 1797 bis 1808 unterstand der Ort dem Justiz- und Kammeramt Feuchtwangen. Das Kaplanei-Benefizium wurde dem fürstlichen Hause Oettingen-Spielberg reserviert und steht diesem noch heute zu.
1806 kam Dürrwangen an das Königreich Bayern. Mit dem Gemeindeedikt wurde 1809 der Steuerdistrikt Dürrwangen gebildet. Zu diesem gehörten Dattelhof, Halsbach, Haslach, Hirschbach, Hopfengarten, Labertswend, Lohmühle, Obermühle, Rappenhof, Sulzach, Trendelmühle, Wiesenhof und Witzmannsmühle. Zugleich entstand die Ruralgemeinde Dürrwangen, zu der Hirschbach, Hopfengarten, Labertswend, Obermühle, Rappenhof, Sulzach, Trendelmühle und Wiesenhof gehörten. Mit dem Zweiten Gemeindeedikt (1818) wurden zwei Ruralgemeinden gebildet:
- Dürrwangen mit Hirschbach, Hopfengarten, Labertswend, Obermühle, Rappenhof, Trendelmühle und Wiesenhof
- Sulzach.[14][15]

Die Gemeinde Dürrwangen war in Verwaltung und Gerichtsbarkeit dem Landgericht Dinkelsbühl zugeordnet und in der Finanzverwaltung dem Rentamt Dinkelsbühl (1919 in Finanzamt Dinkelsbühl umbenannt, seit 1973 Finanzamt Ansbach). Die Verwaltung übernahm 1862 das neu geschaffene Bezirksamt Dinkelsbühl (1939 in Landkreis Dinkelsbühl umbenannt). Die Gerichtsbarkeit lag beim im gleichen Jahr gebildeten Stadt- und Landgericht Dinkelsbühl (1879 in das Amtsgericht Dinkelsbühl umgewandelt, seit 1973 eine Zweigstelle des Amtsgerichtes Ansbach). Mit der Auflösung des Landkreises Dinkelsbühl im Jahr 1972 kam Dürrwangen an den Landkreis Ansbach. Die Gemeinde hatte 1964 eine Gebietsfläche von 7,362 km².

### Religionen
Dürrwangen befand sich lange Zeit im Besitz des Fürstentums Oettingen-Spielberg, das sich nach Reformation und Augsburger Religionsfrieden für den katholischen Glauben entschied. Die Einwohner Dürrwangens sind daher traditionell katholisch geprägt. Erst im Lauf der Nachkriegszeit zogen vermehrt Protestanten zu.
Mit der Genehmigung von König Ludwig I. von Bayern wurde am 15. März 1833 Dürrwangen eine selbständige Pfarrei und trennte sich von der Pfarrei Halsbach. Das Kirchenschiff für etwa 500 Gläubige wurde im Jahre 1853 erweitert. Die Gemeindeteile Sulzach, Labertswend und Rappenhof kamen im Jahre 1884 von der Pfarrei Halsbach zur Pfarrei Dürrwangen. Im Jahre 1936/1937 wurde das Kirchenschiff erweitert und es folgte ein Langhausneubau sowie eine Modernisierung, beauftragt wurde vom damaligen Ortsgeistlichen Martin Achter der Maler und spätere Präsident der Akademie der Bildenden Künste München Franz Nagel.
Heute bekennen sich 58 % zum römisch-katholischen und 33 % zum evangelischen Glauben. Der Rest ist konfessionslos oder muslimisch.

### Eingemeindungen
| Ehemalige Gemeinde | Einwohner (1970) | Datum      |
| ------------------ | ---------------- | ---------- |
| Halsbach           | 267              | 01.07.1971 |
| Haslach            | 308              | 01.05.1978 |
| Neuses             | 100              | 01.01.1971 |
| Sulzach            | –                | 01.10.1969 |

### Einwohnerentwicklung
Im Zeitraum von 1988 bis 2018 stieg die Einwohnerzahl von 2391 auf 2585 um 194 Einwohner bzw. um 8,1 %.
Gemeinde Dürrwangen
| Jahr      | 1818   | 1840   | 1852   | 1861   | 1867   | 1871   | 1875   | 1880   | 1885   | 1890   | 1895   | 1900   | 1905   | 1910   | 1919   | 1925   | 1933   | 1939   | 1946   | 1950   | 1961   | 1970   | 1987   | 2005 | 2011   | 2015   |
| Einwohner | 785    | 1043   | 1005   | 1022   | 1000   | 971    | 969    | 967    | 1014   | 885    | 832    | 793    | 809    | 883    | 923    | 1083   | 1226   | 1143   | 1599   | 1491   | 1328   | 1429   | 2402   | 2587 | 2551   | 2585   |
| Häuser    | 163    | 134    |        |        |        | 150    |        |        | 185    | 186    |        | 192    |        |        |        | 202    |        |        |        | 233    | 282    |        | 650    |      | 793    | 804    |
| Quelle    | [ 20 ] | [ 21 ] | [ 22 ] | [ 23 ] | [ 24 ] | [ 25 ] | [ 26 ] | [ 27 ] | [ 28 ] | [ 29 ] | [ 22 ] | [ 30 ] | [ 22 ] | [ 31 ] | [ 22 ] | [ 32 ] | [ 22 ] | [ 22 ] | [ 22 ] | [ 33 ] | [ 16 ] | [ 34 ] | [ 35 ] |      | [ 36 ] | [ 36 ] |

Ort Dürrwangen
| Jahr      | 001818 | 001840 | 001861 | 001871 | 001885 | 001900 | 001925 | 001950 | 001961 | 001970 | 001987 |
| Einwohner | 657    | 846    | 861    | 813    | 858    | 669    | 918    | 1306   | 1140   | 1242   | 1320   |
| Häuser    | 128    | 106    |        |        | 156    | 157    | 171    | 198    | 241    |        | 376    |
| Quelle    | [ 20 ] | [ 21 ] | [ 23 ] | [ 25 ] | [ 28 ] | [ 30 ] | [ 32 ] | [ 33 ] | [ 16 ] | [ 34 ] | [ 35 ] |

## Sprache
Dürrwangen liegt an einer Hauptsprachschranke zwischen schwäbischer und ostfränkischer Mundart. Daher ist der Dialekt des Ortes den schwäbischen Mundarten zuzuordnen. Dies gilt jedoch nicht für alle Gemeindeteile: Flinsberg, Neuses und Hopfengarten werden der ostfränkischen Mundart zugerechnet.

## Politik

### Gemeinderat
Nach der letzten Kommunalwahl am 15. März 2020 hat der Gemeinderat 14 Mitglieder. Die Wahlbeteiligung lag bei 63,9 %. Die Wahl brachte folgendes Ergebnis:
| CSU/Bürgerblock        | 8 Sitze | (52,5 %) |
| WMD                    | 3 Sitze | (24,3 %) |
| SPD/Freie Wählerschaft | 3 Sitze | (23,3 %) |

Die neu gebildete und erstmals bei der Wahl vertretene „Wählergruppe Markt Dürrwangen“ (WMD) konnte initial drei Sitze erhalten.
Weiteres Mitglied und Vorsitzender des Gemeinderates ist der Erste Bürgermeister.

### Bürgermeister
Franz Winter (CSU-Bürgerblock) schied 2020 nach 24 Jahren als Erster Bürgermeister altersbedingt aus dem Amt. Sein Nachfolger Jürgen Konsolke erhielt als alleiniger Kandidat 89,94 % der Stimmen.
Die höchstrangigen Bürgermeister sind:
- Jürgen Konsolke, Dürrwangen (hauptamtlicher 1. Bürgermeister)
- Stefan Baumgärtner, Dürrwangen (ehrenamtlicher 2. Bürgermeister)
- Michael Fuchs, Halsbach (ehrenamtlicher 3. Bürgermeister)

### Wappen und Flagge
Wappen
| Wappen von Dürrwangen | Blasonierung: „Geviert; 1: in Silber drei gespitzte, gekürzte, schwarze Balken; 2 und 3: in Rot ein silbernes Andreaskreuz; 4: in Silber drei gespitzte, gekürzte schwarze Pfähle.“ |
| Wappen von Dürrwangen | Wappenbegründung: Aus dem späten 15. Jahrhundert ist ein Marktsiegel für Dürrwangen überliefert, das ungefähr dem heutigen Wappen entspricht. Das Andreaskreuz ist dem Wappen der Grafen von Oettingen entnommen, die bis Ende des 18. Jahrhunderts die Ortsherrschaft innehatte. Die Balken und Pfähle sind Unterscheidungsmerkmale zum gräflichen Wappen. Seit dem 19. Jahrhundert hat der Markt Dürrwangen das Wappen nicht mehr geführt. Die Wiederannahme des alten Wappens erfolgte durch Marktgemeinderatsbeschluss 1976. |

Flagge
Die Gemeindeflagge ist weiß-schwarz-weiß.

### Gemeindepartnerschaften
Die Gemeinde unterhält keine Partnerschaften zu anderen Gemeinden.

### Wirtschaftliche Situation
Die Gemeinde befindet sich in einer soliden Finanzsituation. Ende 2015 war die Gemeinde schuldenfrei.

## Kultur und Sehenswürdigkeiten

### Baudenkmäler

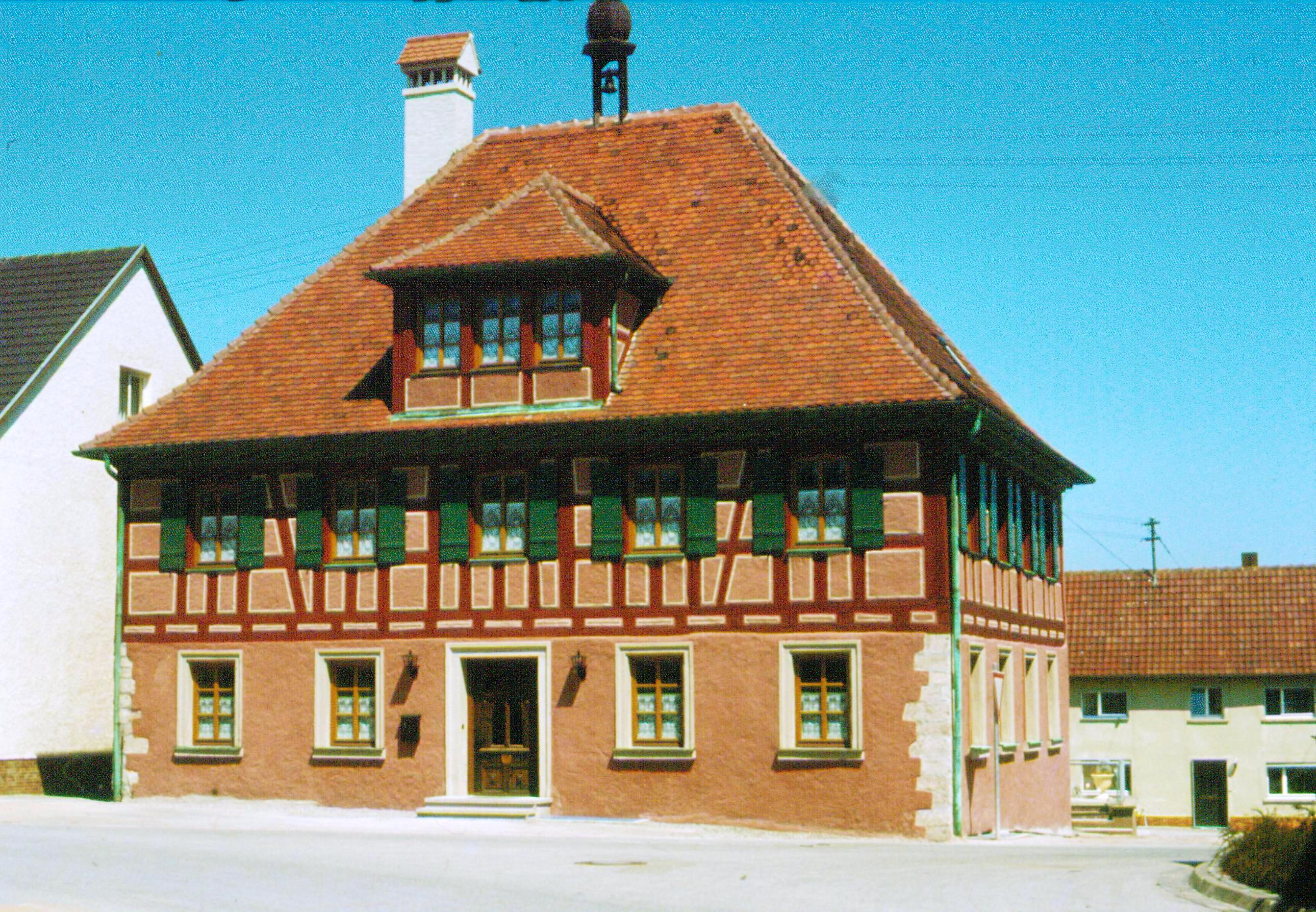
Dürrwanger Rathaus

Aus der bewegten Geschichte sind zahlreiche Bauwerke erhalten:
- Schloss Dürrwangen: Das ehemalige Wasserschloss ist das älteste Bauwerk. Der Bergfried stammt aus dem frühen Mittelalter (vermutlich 9. Jahrhundert). Leider ist der Graben um das einstige Wasserschloss heute verlandet. Wehrmauer und die dreibogige Sandsteinquaderbrücke aus dem 18. Jahrhundert sind jedoch gut erhalten. Der dreigeschossige Hauptbau im Barock-Stil mit Putzgliederungen (Pilaster) wurde in den Jahren 1720–1724 nach mehreren Bränden in der jetzigen Form erbaut. Im Rahmen einer Generalrenovierung in den Jahren 1999 bis 2002 wurde ein weiterer Flügel angebaut und die alten Räume mit ihren Parkettböden und Stuckdecken im ursprünglichen Zustand wiederhergestellt. Heute ist das Schloss Dürrwangen Sitz verschiedener Dienstleistungsunternehmen.
- Katholische Pfarrkirche Maria Immaculata in Dürrwangen: Die ehemalige Marienkirche in Dürrwangen wurde im Jahre 1884 zur Pfarrkirche Maria Immaculata erhoben – 51 Jahre nach der Umwandlung Dürrwangens in eine selbständige Pfarrei. Der gotische Chor der Saalkirche stammt wahrscheinlich aus dem 14. Jahrhundert, die Turmuntergeschosse aus der zweiten Hälfte des 15. Jahrhunderts. Der Kirchturm wurde 1724 auf seine endgültige Höhe mit Zwiebelkuppel erhöht. Das Langhaus aus dem Jahr 1853 wurde durch Renovierungs- und Erweiterungsarbeiten ständig verändert und stammt in seiner aktuellen Gestaltung aus den Jahren 1936/37. Besonders sehenswert sind der Choraltar mit seinen Schnitzfiguren, das große Gemälde an der Stirnwand des Kirchenschiffes, die Bilder an der Orgelempore sowie die Glasmalereien. Zuständig für die gesamte Ausgestaltung der Pfarrkirche war der spätere Professor an der Akademie der bildenden Künste München, Franz Nagel. Von ihm stammen auch die modernen Glasmalereien der 1972 entstandenen Beichtkapelle.
- Torturm Dürrwangen: Der Torturm der ehemaligen Ortsbefestigung stammt aus dem späten Mittelalter. Der Putzbau mit Fachwerkgiebel trägt das Gemeindewappen und das Wappen des Fürstenhauses Oettingen.
- Rathaus Dürrwangen: Erbaut wurde das zweigeschossige Walmdachhaus mit Putzgliederung im späten 18. Jahrhundert als erstes Schulhaus am Ort. Seit 1962 ist es Sitz der Marktverwaltung von Dürrwangen. 1981 erfolgte eine Renovierung.
- Kriegergedächtniskapelle Dürrwangen: Die ehemalige „Schmerzhafte Kapelle“ stammt wohl aus dem Jahr 1777 und wurde als Walmdachbau mit offener Vorhalle und Holzstützen erbaut.
- Katholische Pfarrkirche St. Peter und Paul in Halsbach: Die dreischiffige, basilikale Anlage mit drei Apsiden stammt wohl aus dem 12. Jahrhundert und wurde 1751 barockisiert. Der Friedhof mit seiner hohen Befestigungsmauer stammt wohl aus dem Jahr 1754, besitzt einen mittelalterlicher Kern mit zwei Eingangstoren und Freitreppe sowie historische Grabsteine. In der Friedhofsmauer befindet sich ein Ölberg mit Holzfiguren aus dem 17. Jahrhundert.
- Zahlreiche Kapellen, Feldkapellen, Feldaltäre, Bildstöcke, Feldkreuze und Steinkreuze im gesamten Gemeindegebiet
- Historische Mühlenanwesen, z. B. Trendelmühle, Lohmühle und Witzmannsmühle (namengebend war hier die ehemalige, heute unter Denkmalschutz stehende Mühle aus dem 17. Jahrhundert)
- Mehrere Bodendenkmäler, z. B. Grabhügel, neolithische Siedlungsfunde

### Natur und Landschaft
Dürrwangen liegt in einer hügeligen und von Wäldern durchzogenen Landschaft mit zahlreichen Weiher-Ketten. Das Gemeindegebiet wird vom Tal des stark mäandrierenden Flusses Sulzach geprägt.

### Sport
Im Markt Dürrwangen sind zahlreiche Sportvereine aktiv:
- TSV 08 Dürrwangen (Tennis, Fußball, Volleyball)
- SV HFN (Hopfengarten-Flinsberg-Neuses)
- Schützenverein „Edelweiß“ Haslach
- Schützengesellschaft Halsbach
- Radfahrerverein Dürrwangen
- Mochumer ESC (Eiskegler)

### Kultur und Freizeit
Im kulturellen und Freizeitbereich sind im Markt Dürrwangen folgende Gruppierungen tätig:
- Gesangverein Dürrwangen
- Blaskapelle Dürrwangen
- Dürrwanger Harles-Sänger
- Chick-Peas
- Club-Fans Dürrwangen e. V.

## Wirtschaft und Infrastruktur
Die Gemeinde ist Mitglied im Tourismusverband Romantisches Franken und der Entwicklungsgesellschaft Region Hesselberg.

### Verkehr
Westlich des Gemeindegebietes verläuft die Bundesautobahn 7 (Ulm–Würzburg) von Süd nach Nord, die nächstgelegenen Anschlussstellen sind Dinkelsbühl-Fichtenau oder Feuchtwangen-West. Nördlich des Gemeindegebietes verläuft die Bundesautobahn 6 (Heilbronn–Nürnberg) von West nach Ost, die nächstgelegenen Anschlussstellen sind Feuchtwangen-Nord, Aurach, Herrieden oder Ansbach.
Die Kreisstraße AN 41 verläuft zur Staatsstraße 2220 bei Halsbach (1,9 km südlich) bzw. nach Weikersdorf (1,5 km nördlich). Die AN 42 verläuft über Flinsberg und Lehenbuch zur Bundesstraße 25 bei Schopfloch (5,5 km westlich) bzw. nach Eschenlach (1,1 km östlich). Eine Gemeindeverbindungsstraße verläuft über Labertswend und an Hopfengarten vorbei nach Dinkelsbühl (6 km südwestlich), eine weitere Gemeindeverbindungsstraße verläuft nach Sulzach (1,9 km nordwestlich), eine weitere zur St 2220 (1,3 km südöstlich).
Bahnanbindung besteht an den Fernstrecken Stuttgart-Nürnberg bzw. Würzburg-Ingolstadt am Bahnhof Ansbach.
Der nächstgelegene Verkehrsflughafen liegt in Nürnberg, ein Kleinflughafen in Dinkelsbühl-Sinbronn.

### Ansässige Unternehmen
Der Markt Dürrwangen ist kein Standort von Großunternehmen. Jedoch sind vor allem im Hauptort und in den Gemeindeteilen Halsbach und Haslach mittelständische Gewerbebetriebe (vor allem Handwerk und Dienstleistungen) ansässig. Dennoch pendelt ein Großteil der Bevölkerung an Arbeitsplätze außerhalb des Marktes, denn im Gemeindegebiet waren (Stand 31. Dezember 2004) nur 234 sozialversicherungspflichtige Beschäftigungsverhältnisse registriert. Vor allem die kleineren Ortsteile des Marktes sind landwirtschaftlich geprägt. Im Gemeindegebiet gibt es (Stand 2005) 26 landwirtschaftliche Betriebe, davon bewirtschaften 2 Betriebe mehr als 50 Hektar landwirtschaftlich genutzte Fläche.
In Haslach ist das Winterquartier des Circus Carl Busch.

### Bildung
In Dürrwangen besteht eine Grundschule.

## Persönlichkeiten

### Ehrenbürger
- 13. Juni 1987: Martin Achter (1905–1995), 1934–1944 Pfarrer in Dürrwangen, später Bischofsvikar in Augsburg
- 17. August 1998: Hans Beißer (1923–2013)[43], Altbürgermeister, ehrenamtlicher Bürgermeister der Gemeinde von 1966 bis 1996
- 9. September 2006: Jürgen Dressel (1936–2022)[44], 1970–2012 Allgemeinarzt der Gemeinde
- 28. Februar 2016: Sebastian Klaus (* 1944), 1978–2016 Pfarrer in Dürrwangen
- 7. Oktober 2021: Franz Winter (* 1954)[45], Altbürgermeister, hauptamtlicher Bürgermeister der Gemeinde von 1996 bis 2020

### Söhne und Töchter
- Walther von Dürrwangen (Deutschordensbruder, um 1293)
- Landvogt Heinrich von Dürrwangen (1321–1351)
- Franz Keller (Baumeister, 1682–1724)
- Johann Michael Keller der Ältere (Baumeister, 1687–1735)
- Johann Dominikus Bouthillier (1789–1859)[46] und seine Söhne Johann Dominikus (1832–1883) und Josef Anton (1835–1910), Orgelbauer aus dem weit verbreiteten und berühmten deutsch-französischen Orgelbauergeschlecht der Bouthillier[47]
- Helmut Gebhard (1926–2015), Architekt
- Anna Kliegl, geb. Schlund (1878–1969), Gattin des deutsch-amerikanischen Erfinders, Unternehmers (Kliegl Brothers Universal Electric Stage Lighting Company) und Wohltäters Johann Hugo Kliegl, „John H. Kliegl“ (1869–1959)[48][49][50]
- Karl Schineis, Tenor[51]